# Колуин-Бей
Ко́луин-Бе́й (англ. Colwyn Bay, валл. Bae Colwyn, в переводе «бухта Колуин») — город и морской курорт в графстве Конуи на побережье Ирландского моря в Уэльсе. В почтовый район города включены 8 поселений. Основан в 1844 году в качестве отдельного прихода в населённом пункте была небольшая группа жилых домов и ферм на месте современной общины Олд-Колуин. Колуин-Бей второй по величине населённый пункт и деловой центр на севере Уэльса, 15-й по величине в Уэльсе. По данным переписи 2011 года в городе проживало 31353 человека.

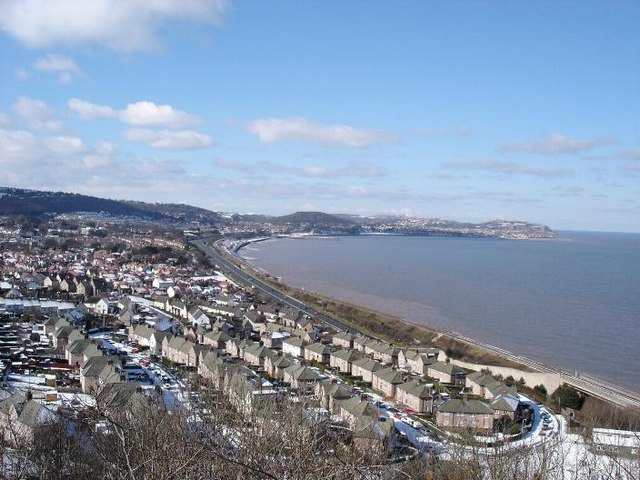
Панорама

## История
Западная часть Колуин-Бей — Рос-он-Си включает в себя ряд исторических мест, связанных с Святым Трилло и англ. Ednyfed Fychan — генералом 13-го столетия и советником Лливелина ап Иорверта.

## Правительство
Городской совет Колуин-Бей является управляющим органом, в котором есть представители как самого города так и прилегающих общин. Мэром на 2016—2017 гг. является член совета Джон Дэвис.

## География

### Климат
Как и остальная часть Британских островов, Колуин-Бей находится в области морского климата с прохладным летом, мягкой зимой и частыми сильными ветрами. Местный климат хорошо известен благодаря распространённым тут фёнам — ветры с юга проходят через близлежащие горы, на которых прогреваются и осушаются, что приводит к гораздо более высоким температурам, чем можно было бы ожидать в этих широтах. Область удерживает высокий температурный рекорд по Уэльсу за январь, март, август, октябрь, ноябрь и декабрь.
| Показатель | Янв. | Фев. | Март | Апр. | Май  | Июнь | Июль | Авг. | Сен. | Окт. | Нояб. | Дек. | Год   |
| --- | ---- | ---- | ---- | ---- | ---- | ---- | ---- | ---- | ---- | ---- | ----- | ---- | ----- |
| Средний суточный максимум, °C | 8,5  | 8,4  | 10,3 | 12,1 | 15,2 | 17,6 | 19,6 | 19,4 | 17,4 | 14,3 | 11,1  | 8,9  | 13,6  |
| Средний суточный минимум, °C | 2,8  | 2,7  | 4,1  | 5,3  | 7,7  | 10,4 | 12,5 | 12,5 | 10,7 | 8,1  | 5,7   | 3,2  | 7,2   |
| Норма осадков, мм | 74,7 | 53,0 | 57,5 | 50,7 | 52,9 | 56,1 | 52,1 | 64,6 | 70,2 | 96,8 | 89,8  | 90,2 | 808,7 |
| Источник: Бухта Колвин, Великобритания. Met Office. Дата обращения: 12 октября 2016. Архивировано из оригинала 7 октября 2012 года. |      |      |      |      |      |      |      |      |      |      |       |      |       |

## Места культуры и отдыха
В городе есть парки и сады, а множество мест природной красоты, таких как англ. Eirias Park. Колуин-Бей 8 раз получал золотой приз Уэльса в номинации «Озеленение». В 2009 и 2010 годах город был приглашен к участию в конкурсе «Великобритания в Цветах» и оба раза был удостоен серебряной награды. Недалеко от города находится Горный зоопарк Уэльса (англ. Welsh Mountain Zoo).
Центр водных видов спорта англ. Porth Eirias предлагает обучение парусному спорту, виндсерфингу и академической гребле, а также осуществляет прокат байдарок и каноэ. В 2013 году он был номинирован на Кубок Карбункула журнала «Building Design» (рус. «Дизайн зданий»)..

## Транспорт
Город обслуживается железнодорожной станцией «Колуин-Бей», расположенной в его центре. Станция является частью Северо-Уэльской прибрежной железной дороги, по которой ходят поезда под управлением Arriva Trains Wales и Virgin Trains. Через город проходит трасса A55, идущая параллельно Северо-Уэльской прибрежной железной дороге.

### Технологическая ветка
С 1907 года между Лландидно и Рос-он-Си работала электрифицированная трамвайная линия. В 1908 году её продлили до Колуин-Бей. Обслуживание прекращено в 1956 году.